# Mount Nils
Mount Nils ist ein markanter und vereister Berg im ostantarktischen Enderbyland. Er ragt 5 km südlich des Mount Christensen unmittelbar westlich des Rayner-Gletschers auf.
Luftaufnahmen der Australian National Antarctic Research Expeditions aus den Jahren 1956 und 1957 dienten seiner Kartierung. Das Antarctic Names Committee of Australia benannte ihn nach Nils Larsen (1900–1976), Kapitän der Norvegia bei der dritten vom Walfangunternehmer Lars Christensen finanzierten Antarktisfahrt dieses Schiffes (1929–1930).